# 象山孔廟
24°34′31″N 120°51′54″E / 24.575201°N 120.865030°E
象山孔廟，是位於臺灣苗栗縣頭屋鄉象山村的孔廟，為苗栗縣政府舉行釋奠之所，原是苗栗玉衡宮的主殿。

## 沿革
1901年，湯阿統、湯阿亮、胡蘭芳等人至飛鳳山代勸堂奉請恩主公分火，於象山村建立苗栗玉衡宮，草創時期僅為土造茅屋。初名為「大洞堂」，左廂房曾作方便偏遠學子住宿就學的宿舍，右廂房作為漢學及祭祀禮儀的教室。由湯漢山講授《論語》、《大學》、《中庸》等課程，並在廟堂上加奉至聖先師神位。大正年間，易名為「玉衡宮」，也用「觀音宮」登記。
1950年以兩年時間重建。1971年，地方上配合明德水庫完成後發展旅遊事業，遂發起整建，籌建委員會由鍾天養擔任召集人。當年在商議時，認為將至聖先師與一般神祇合祀，頗為不妥，乃原殿獨立奉祀至聖先師，既今日的象山孔廟，另在廟後興建凌霄寶殿以供奉玉皇大帝、恩主公、老子等神祇。1975年，凌霄寶殿竣工。
此廟與屏東書院和文石書院一樣皆是以書院身分轉為孔廟。由於當時苗縣沒有官設孔廟，前縣長林為恭曾提議將該廟列為縣立，唯意見紛歧不了了之。
1998年，頭屋鄉象山博物館館長吳松峰倡議在象山孔廟旁興建高40公尺、寬20公尺的孔子像，期成為頭屋鄉大地標，帶動地方觀光發展與弘揚儒教。次年，苗栗縣政府認為短期內不可能建造孔子巨像。
1999年8月，營建署補助500萬元改善景觀動工。由張仲良設計，將通道的柏油路改為階梯，增加對至聖先師的朝聖感，更用象徵客家古厝的紅磚裝飾廟景，門窗由木工精心刨製，並放置兩座張仲良設計的牧童與水牛及慈母縫衣伴讀的石雕，象徵早期客家農村的生活景象。內部有曾桂龍所書寫的《大同篇》。2000年1月27日竣工。
2011年，客委會補助近700萬元進行廟身與廂房改建。同年11月1日，廟方動員百人將100多公斤的孔子木雕神像先移到玉衡宮奉祀。2013年底完工後，次年3月10日由台灣省政府主席林政則帶領副縣長林久翔、省諮議委員鄒玉梅、頭屋鄉公所秘書徐月蘭等人，以傳統三獻禮祭祀孔子，並頒「象山書院」匾額。

## 釋奠
1995年，苗栗縣政府首次舉行祭孔大典，因在象山孔廟舉行，所以由頭屋國小教師謝孟宜、廖雪紅、詹依華至台中力行國小學習六佾舞。力行國小學童是負責表演臺中市孔廟的八佾舞。該年教師節，苗栗縣縣長何智輝主祭、頭屋鄉長范雄達陪祭，五湖德龍宮儒樂團伴奏。
次年，祭孔大典繼續在象山孔廟進行，而儀式以民間祭神方式進行。對此，民政局局長古鎮清表示西湖宣王宮、苗栗文昌祠等都有祭祀孔子，但唯獨象山孔廟主祭孔子，但若想以非常正式嚴謹的釋奠大典來祭祀，還是官辦孔廟最適合。